# Parafia św. Augustyna w Jamach
Parafia św. Augustyna w Jamach – parafia rzymskokatolicka, znajdująca się w diecezji tarnowskiej, w dekanacie Radomyśl Wielki.